# The Very Best of Elton John
The Very Best of Elton John är ett samlingsalbum av Elton John utgivet den 1 oktober 1990.

## Låtlista
Alla låtar är skrivna av Elton John och Bernie Taupin om inget annat anges.

### Sida 1
1. "Your Song" - 4:02
2. "Rocket Man (I Think It's Going to Be a Long, Long Time)" - 4:42
3. "Honky Cat" - 5:15
4. "Crocodile Rock" - 3:54
5. "Daniel" - 3:55
6. "Goodbye Yellow Brick Road" - 3:17
7. "Saturday Night's Alright for Fighting" - 4:12

### Sida 2
1. "Candle in the Wind" - 3:51
2. "Don't Let the Sun Go Down on Me" - 5:58
3. "Lucy in the Sky with Diamonds" (John Lennon/Paul McCartney)- 6:16
4. "Philadelphia Freedom" - 5:42
5. "Someone Saved My Life Tonight" - 6:46

### Sida 3
1. "Don't Go Breaking My Heart" (tillsammans med Kiki Dee) (Carte Blanche/Ann Orson) - 4:32
2. "Bennie and the Jets" - 5:21
3. "Sorry Seems to Be the Hardest Word" - 3:50
4. "Song for Guy" - 6:41
5. "Part-Time Love" (Elton John/Gary Osborne) - 3:15
6. "Blue Eyes" (Elton John/Gary Osborne) - 3:28
7. "I Guess That's Why They Call It the Blues (Elton John/Davey Johnstone/Bernie Taupin)- 4:45

### Sida 4
1. "I'm Still Standing" - 3:03
2. "Kiss the Bride" - 3:55
3. "Sad Song (Say So Much)" - 4:10
4. "Nikita" - 5:44
5. "Sacrifice" - 5:08
6. "Easier to Walk Away" - 4:24
7. "You Gotta Love Someone" - 5:00